# 白木夏子
白木 夏子（しらき なつこ、1981年8月29日 - ）は、エシカルジュエリーブランド『HASUNA』の代表取締役社長（Founder&CEO）、実業家、社会起業家。武蔵野大学アントレプレナーシップ学部教授。

## 経歴
ロンドン大学 King's College London卒業。不動産投資ファンドを経て2009年に株式会社HASUNAを設立。
ジュエリーブランドHASUNAでは、ペルー、パキスタン、ルワンダほか世界約10カ国の宝石鉱山労働者や職人とともにジュエリーを制作し、 エシカル（＝道徳的、倫理的）なものづくりを実践。”未来へと受け継がれるジュエリーブランド”として、日本におけるエシカル消費文化の普及につとめる。
”心まで豊かにする買い物”をコンセプトにしたセレクトショップ《PIMLICO No.72［ピムリコ］》のディレクション、各種企業のブランドディレクションに携わる。2019年からは東海地区の女性起業家育成プログラム《NAGOYA WOMEN STARTUP LAB.（名古屋女性スタートアップ研究会）》にディレクターとして参画。2020年からは武蔵野大学アントレプレナーシップ学部（武蔵野大学EMC）に客員研究員、教授として所属し、起業家の育成を行っている。 女性の働き方や起業、ブランディング、サスティナビリティ、ウェルビーイング、SDGs等をテーマに国内外で講演活動も行う。
2011年、日経ウーマン・オブ・ザ・イヤー2011キャリアクリエイト部門受賞をはじめとして、 2013年には世界経済フォーラム(ダボス会議)にGlobal Shaperとして参加。2014年には内閣府「選択する未来」委員会委員を務め、Forbes誌「未来を創る日本の女性10人」に、2017年にはCNNが選んだ日本人女性「リーディング・ウーマン・ジャパン」に選ばれた。

## 受賞歴
2011年
日経ウーマン・オブ・ザ・イヤー2011キャリアクリエイト部門受賞。
世界経済フォーラムGlobal Shapersに選出。
週刊誌AERA「日本を立て直す100人」として選出。
2013年
イノベーションにあふれた女性経営者を表彰するEY新日本有限責任監査法人Winning Women 2013のファイナリストに選出。
2014年
フォーブス誌、「MOST ACTIVE WOMEN IN JAPAN 未来を創る日本の女性！フォーブスが選ぶ10人」に選出。
2017年
CNN Leading Women Japanの番組に、キャシー松井ら5名の女性の一人として特集された。
2018年
グロービス経営大学院大学主催 第2回G1「100の行動アワード」を杉山文野氏や柳沢正和氏らとともに受賞。

## 著書
- 『世界と、いっしょに輝く―エシカルジュエリーブランドHASUNAの仕事』 （著者：白木夏子、聞き手（ライター）：生駒尚美、編集：川口恵子／ナナロク社／2013年2月15日）
- 『自分のために生きる勇気　流されない心をつくる33の方法』（著者：白木夏子／ダイヤモンド社／2014年3月）
- 『女（じぶん）を磨く言葉の宝石　いまある幸せに気づく12の物語』（著者：白木夏子／かんき出版／2014年12月）
- 『ファッションの仕事で世界を変える　──エシカル・ビジネスによる社会貢献』（著者：白木夏子／筑摩書房／2021年9月）